# Estadio Carlos Belmonte
El Estadio Carlos Belmonte es un estadio de fútbol ubicado en la ciudad española de Albacete, en la comunidad autónoma de Castilla-La Mancha, donde disputa sus encuentros como local el Albacete Balompié. 
El Carlos Belmonte fue inaugurado el 9 de septiembre de 1960, y actualmente cuenta con un aforo de 17 524 espectadores, siendo el estadio de fútbol e instalación para espectáculos más grande de Castilla-La Mancha. Debe su nombre a Carlos Belmonte González, quien además de diseñar el recinto fue alcalde de la ciudad entre 1956 y 1960.
La selección española de fútbol ha disputado a lo largo de su historia cinco encuentros internacionales en el coliseo castellanomanchego. Asimismo es uno de los estadios que ha acogido partidos tanto de la Primera División masculina como de la Primera División femenina del fútbol español.

## Situación y accesos
El Estadio Carlos Belmonte se encuentra en la Avenida de España, en un espacio deportivo, universitario y de ocio, muy cerca de la Universidad de Castilla-La Mancha, del Parque Científico y Tecnológico de Castilla-La Mancha, del Jardín Botánico de Castilla-La Mancha y de El Corte Inglés de la Avenida de España, en una de las zonas de mayor expansión de la ciudad.

### Transporte público
En la cercana Universidad de Castilla-La Mancha existen varias paradas de taxi. Además, en autobús urbano, el Estadio Carlos Belmonte queda conectado con el resto de la ciudad mediante las siguientes líneas:
| Línea | Trayecto                         | Recorrido | Frecuencia | Número de parada en el Estadio |
| ----- | -------------------------------- | --------- | ---------- | ------------------------------ |
|       | Campus-Vereda                    | Recorrido | 11 minutos | 13                             |
|       | Pedro Lamata-Cañicas-Imaginalia  | Recorrido | 11 minutos | 11                             |
|       | Campus-Hospital Perpetuo Socorro | Recorrido | 12 minutos | 13                             |

## Historia

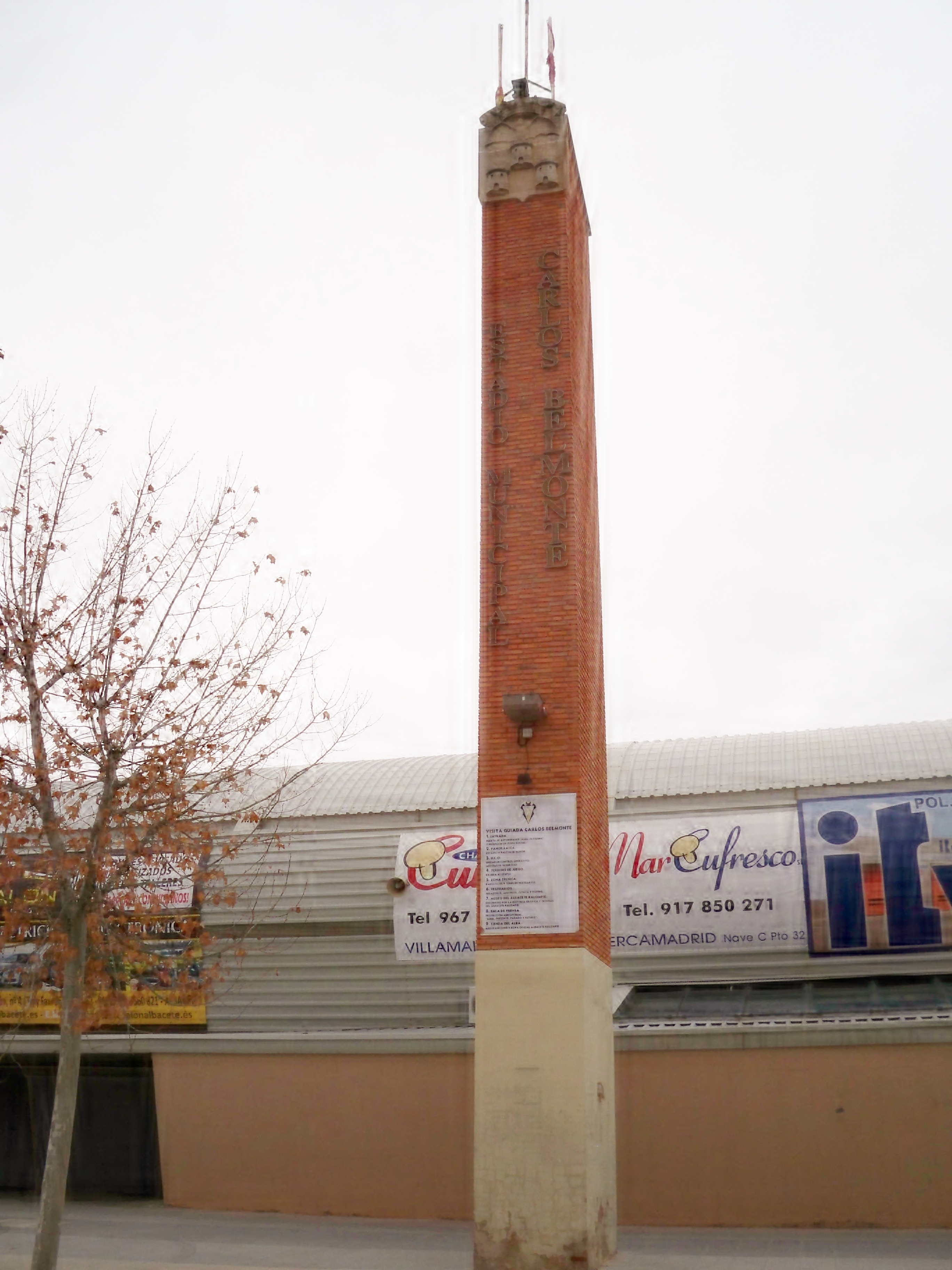
Monolito situado en las inmediaciones del Estadio Carlos Belmonte

### Antecesores
Desde su fundación en 1940, el Albacete Balompié disputó sus encuentros en un campo situado en el Paseo de la Cuba de la ciudad, desde donde se trasladó al Estadio del Parque de los Mártires (actual Parque de Abelardo Sánchez), propiedad del Círculo de Cazadores y que era conocido como el "cinegético" por los aficionados, que era de tierra y sólo tenía gradas de madera en un lateral.

### Inauguración
En 1959, ante las precarias instalaciones del club, y siendo alcalde de Albacete Carlos Belmonte (1921-1998), arquitecto de profesión, éste diseñó un proyecto de forma desinteresada sobre la construcción de un estadio de fútbol que fue muy apreciado por la afición del club, cuya ubicación se situaría sobre unos terrenos cedidos por la teniente de alcalde de la capital Carmen Falcó García-Gutiérrez. A pesar de ello, la ciudad contaba con numerosos problemas económicos en esta época, lo cual intentó solventarse en el club mediante la emisión de mil abonos para diez temporadas al precio de 5000 pesetas cada uno, lográndose vender cerca de 700 abonos, lo que supusieron el ingreso de 3 500 000 pesetas a los que hubo que añadir un crédito de 7 500 000 pesetas concedido por la Delegación Nacional de Deportes. A dicho proyecto se le añadiría la construcción de pistas de atletismo en torno al campo de fútbol. En total, el estadio contaba con 9230 localidades (4230 con asiento y 5000 de pie).
Finalmente, el estadio se inauguró el 9 de septiembre de 1960, en plena Feria de Albacete con un partido amistoso entre el Albacete Balompié, que participaba en la temporada 1960-1961 en el grupo décimo de la Tercera división, y el Sevilla F. C. que militaba en la Primera División.

### Remodelaciones
En la década de 1970, se realizaron las primeras remodelaciones del estadio, dotándose a la zona de preferencia de cubierta e instalándose las torres de iluminación del terreno de juego. Tras el ascenso a la Primera División del Albacete Balompié, en el verano de 1991 se inicia una de las obras más importantes del estadio hasta la fecha para poder adaptarlos a la máxima categoría del fútbol español. En esta ocasión se amplia la tribuna, y se moderniza el marcador. Esta remodelación amplía la capacidad del estadio hasta las 15 000 localidades (7500 de asiento repartidas en las gradas de preferencia, marcador y tribuna marcador, y otras 7500 de pie en los fondos).
El descenso a la Segunda División retrasó las modificaciones exigidas para que el estadio cumpliese con la normativa de la UEFA que estimaba que todos los espectadores deberían ocupar localidad de asiento y se suprimiesen las vallas de protección.
Tras varios proyectos, en 1998 comienza la remodelación más ambiciosa del Carlos Belmonte, eliminando las pistas de atletismo y las localidades de pie, construyéndose unos nuevos vestuarios tras el gol norte. Estos cambios en el estadio lo habilitan para la disputa de encuentros internacionales al obtener la clasificación UEFA.
Durante el verano de 2004, tras la sexta campaña del club en la Primera División, se acometieron unos nuevos cambios en el estadio, tratándose de obras menores consistentes en el acondicionamiento de las salas de prensa y en la zona de palcos.
En el verano de 2017, con la entrada de la nueva propiedad (Skyline International), el club emprendió una serie de remodelaciones estéticas que sirvieron para modernizar la imagen del Carlos Belmonte. Los cambios se produjeron en gradas, palco de autoridades, túnel de vestuarios, los propios vestuarios y sala de prensa, más allá de la presentación de la propia publicidad que está en la periferia del terreno de juego.

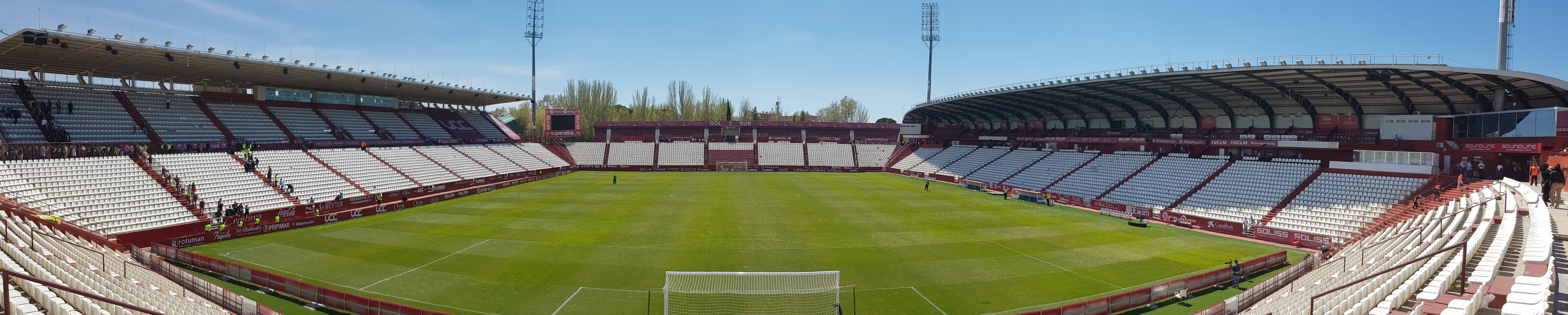
Vista panorámica del Estadio Carlos Belmonte desde el fondo norte

En 2020 el Estadio Carlos Belmonte fue elegido como estadio alternativo a causa de la pandemia de coronavirus por tres clubes de fútbol: Valencia Club de Fútbol, Cádiz Club de Fútbol y Agrupación Deportiva Alcorcón.
El 22 de abril de 2021 el Estadio Carlos Belmonte fue el elegido por la Federación Española de Rugby (FER) para acoger la final de la Copa del Rey de Rugby de 2021.

## Instalaciones

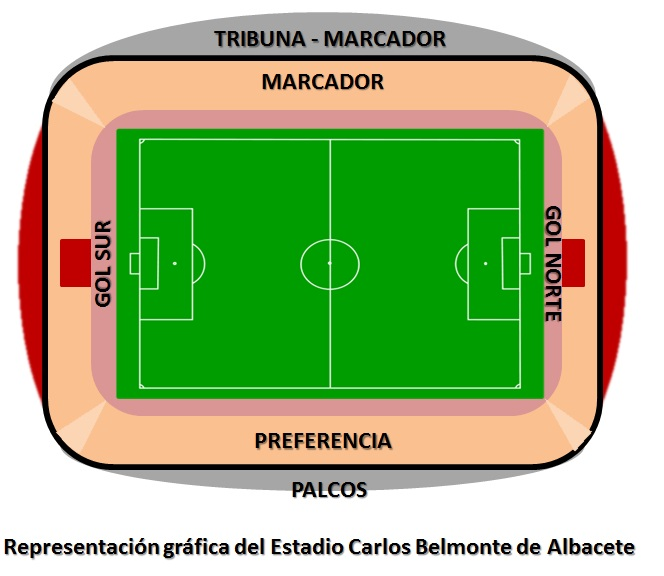
Representación gráfica del graderío del Estadio Carlos Belmonte

El Estadio Carlos Belmonte se inserta dentro de un complejo deportivo, el Complejo Deportivo Carlos Belmonte, gestionado por el IMD (Instituto Municipal de Deportes), en el que también se ubican otras instalaciones:
- Instalaciones deportivas:
  - 2 campos de fútbol de césped artificial
  - 2 campos de fútbol de tierra
  - Campo de fútbol de césped natural
  - 2 piscinas de invierno
  - 3 piscinas de verano
  - 3 pistas polideportivas
  - 2 pistas de frontón
  - 4 pistas de tenis al aire libre o descubiertas
  - 2 pistas de tenis cubiertas
  - Sala de fitness
  - 4 pistas de pádel dobles
  - Centro termal (compuesto de jacuzzis, saunas, baños turcos, piscina termal...)

- Espacios auxiliares:
  - Hall del IMD, control de accesos
  - Vestuarios de piscina cubierta y de verano
  - Vestuario infantil y para discapacitados
  - Sala de prensa
  - Parque infantil
  - Cinco vestuarios de fútbol
  - Cafetería restaurante

## Gradas
El Estadio Carlos Belmonte cuenta con la siguiente distribución de gradas:
- Gol norte
- Gol sur
- Marcador
- Tribuna marcador
- Preferencia
- Preferencia alta
- Palcos

## Partidos internacionales
La selección española de fútbol ha disputado en el Estadio Carlos Belmonte cinco encuentros internacionales, dos de ellos valederos para la clasificación de sendas eurocopas, dos clasificatorios para mundiales y un encuentro amistoso. Los partidos disputados han sido los siguientes:
- Fase de clasificación para la XI Eurocopa Holanda-Bélgica 2000:

| 10 de octubre de 1999, 19:30 | España                               | 3:0 | Israel |                                                                    |                                                                    |
|                              | Morientes 30' · César 38' · Raúl 52' |     |        | Asistencia: 18.000 espectadores Árbitro(s): Helmut Krug (Alemania) | Asistencia: 18.000 espectadores Árbitro(s): Helmut Krug (Alemania) |

- Fase de clasificación para la XII Eurocopa Portugal 2004:

| 12 de octubre de 2002, 21:45 | España                             | 3:0 | Irlanda del Norte |                                                                       |                                                                       |
|                              | Baraja 19' · Guti 59' · Baraja 89' |     |                   | Asistencia: 18.000 espectadores Árbitro(s): Lubos Michel (Eslovaquia) | Asistencia: 18.000 espectadores Árbitro(s): Lubos Michel (Eslovaquia) |

- Amistoso previo al Mundial Alemania 2006:

| 27 de mayo de 2006, 22:00 | España | 0:0 | Rusia |                                                                       |  |
|                           |        |     |       | Asistencia: 18.000 espectadores Árbitro(s): Lopes Ferreira (Portugal) |  |

- Fase de clasificación para el XIX Mundial Sudáfrica 2010:

| 10 de septiembre de 2008, 22:00 | España                                                | 4:0 | Armenia |                                                                     |                                                                     |
|                                 | Joan Capdevila 6' · Villa 15' · Villa 79' · Senna 83' |     |         | Asistencia: 18.000 espectadores Árbitro(s): Tony Asumaa (Finlandia) | Asistencia: 18.000 espectadores Árbitro(s): Tony Asumaa (Finlandia) |

- Fase de clasificación para el XX Mundial Brasil 2014:

| 15 de octubre de 2013, 21:00 | España                 | 2:0 | Georgia |                                                                      |                                                                      |
|                              | Negredo 25' · Mata 60' |     |         | Asistencia: 18.000 espectadores Árbitro(s): Florian Meyer (Alemania) | Asistencia: 18.000 espectadores Árbitro(s): Florian Meyer (Alemania) |

Además, también se han disputado en este estadio los siguientes encuentros internacionales:
- España 2-2 Irlanda (18-5-1988): última jornada de la fase de clasificación para los Juegos Olímpicos de Seúl 1988, en la que la selección española no logró la clasificación.[12]
- España 1-1 Noruega (7-9-1993): partido amistoso de selecciones sub-21.[13]
- España 0-0 Austria (15-11-2016): partido de vuelta de la repesca de acceso a la Eurocopa Sub-21 de 2017, en la que la selección española logró la clasificación.[14]
- España 1-2 Irlanda del Norte (11-9-2018): octava jornada de la fase de clasificación para la Eurocopa Sub-21 de 2019, en la que la selección española logró la clasificación.[15]

## Debuts con la selección nacional

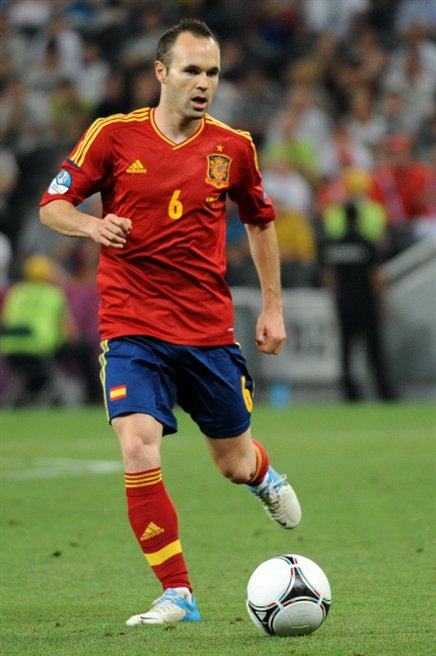
Andrés Iniesta, canterano del Albacete Balompié y excapitán del F. C. Barcelona, debutó con la selección absoluta en el Carlos Belmonte el 27 de mayo de 2006 ante Rusia

Durante la disputa de estos cinco encuentros, varios han sido los jugadores que han debutado con la selección absoluta en el estadio albaceteño, o han disputado en él su primer partido oficial:
Debut
- Andrés Iniesta debutó con la selección española en un partido contra Rusia en 2006.[16]
- Bojan Krkić debutó con la selección española en el encuentro disputado contra Armenia en 2008.[17]
- Alberto Moreno debutó con la selección española en el encuentro ante Georgia de octubre de 2013.[18]

Primer partido oficial
- Isco Alarcón jugó su primer partido oficial con la selección española en el partido ante Georgia de 2013.[19]

## Otros acontecimientos
El estadio también suele acoger grandes eventos que, por su magnitud, requieren de un gran aforo. El Carlos Belmonte ha sido escenario de varios conciertos de artistas como Sting, con 12 000 espectadores, o Maná, con 20 000 espectadores, entre otros.
El 5 de septiembre de 2015 acogió el concierto conmemorativo del IV Centenario de la Segunda Parte de El Quijote, organizado por la Junta de Comunidades de Castilla-La Mancha, con la actuación de artistas como Alejandro Sanz o Pablo Alborán, que contó con 18 000 espectadores.
En 1973 acogió un final de etapa de la Vuelta a España, en la que, por sus entonces pistas de atletismo, se impuso, por un palmo, el holandés Karstens.